# Matthew Robinson-Morris, 2. Baron Rokeby

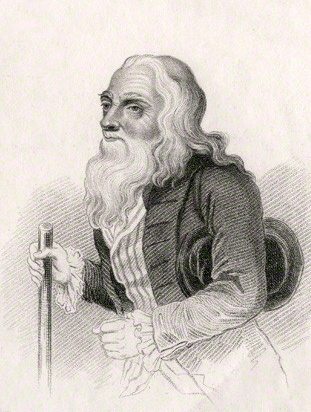
Matthew Robinson, 2. Baron Rokeby

Matthew Robinson-Morris, 2. Baron Rokeby (* 12. April 1713; † 30. November 1800) war ein britischer Adeliger und Exzentriker, der eine nasse Umgebung einer trockenen vorzog.
Robinson stammte aus einer schottischen Familie, die in Kent lebte. Robinson war Fellow des Trinity College in Cambridge und der Royal Society, gehörte kurzzeitig den Whigs an und unterstützte den Thronanspruch Wilhelms von Oranien. Er reiste viel, ließ sich aber schließlich nahe Hythe in Kent nieder. 1746 erweiterte er seinen Nachnamen Robinson um den seiner Großmutter mütterlicherseits zu Robinson-Morris.
Als sein Vater Matthew Robinson 1778 starb, übernahm Matthew unter anderem einen Familienbesitz in Mount Morris nahe Canterbury. Er vertrat Canterbury nach den Wahlen 1747 und 1754 im britischen Parlament. 1794 erbte er von seinem verstorbenen Vetter dritten Grades, Richard Robinson, dem anglikanischen Erzbischof von Armagh und Primas von Irland, die Adelstitel 2. Baron Rokeby, of Armagh in the County of Armagh, und 4. Baronet, of Rokeby Park in the County of York.
Matthew wurde enthusiastischer Verfechter von Bädern nach einem Aufenthalt im Badeort Aachen. Als er nach Kent zurückkam, fing er an, tägliche Ausflüge zur Küste zu unternehmen, um ausgiebig und bis zur Erschöpfung im Salzwasser zu schwimmen, unabhängig von der Wetterlage. Manchmal fiel er dabei in Ohnmacht und musste gerettet werden. Er ließ eigens eine Hütte für sich in der Nähe von Hythe und Trinkbrunnen entlang des Weges zum Strand errichten, um seine geschätzte Flüssigkeit immer greifbar zu haben. Er ging den Weg zu Fuß und ließ seine Bediensteten im Wagen mit voller Livree folgen. Leuten, die er beim Trinken aus den Brunnen sah, gab er eine halbe Krone.
Er ließ sich einen Bart wachsen, der nicht der zeitgenössischen Mode entsprach. Schließlich war er so lang, dass er ihm bis unter die Arme ging und auch von hinten gesehen werden konnte. Nach einigen Jahren entschied er sich, einen Swimmingpool in seiner Villa zu errichten – er wurde unter Glas errichtet und durch die Sonne geheizt. Dort verbrachte er Stunden, vorzugsweise alleine. Er lehnte es sogar bei kältestem Wetter ab, sein Haus zu heizen.
Sein Lebensstil beförderte Gerüchte, u. a., dass er Kannibale sei, da er hauptsächlich Rindfleischbrühe aß und Wildbret abnagte. Den Besuch von Ärzten lehnte er ab.
Falls Lord Rokeby einmal Besucher empfing, „unterhielt“ er sie mit langatmigen, langweiligen Gedichten.
Er heiratete nie und starb Ende November 1800 friedlich in seinem Bett auf dem trockenen Land. Seine Adelstitel erbte sein Neffe Morris Robinson als 3. Baron.

## Werke
- Considerations on the Measures Carrying on with respect to the British Colonies in North America. 2d ed., London, 1774.
- Considerations on the British Colonies. 1775.
- A Further Examination of our American Measures. 1776.
- Peace the Best Policy. 1777.